# 1968 en hockey sur glace
Cette page présente les éléments de hockey sur glace de l'année 1968, que ce soit d'un point de vue rencontres internationales ou championnats nationaux. Les grandes dates des différentes compétitions sont données ainsi que les décès de personnalités du hockey mondial.

## Europe

### Compétitions internationales

#### Coupe d'Europe
- 6 avril : le ZKL Brno (aujourd'hui HC Kometa Brno) champion en titre, conserve le trophée en battant le nouveau champion de Tchécoslovaquie, le Dukla Jihlavaremporte[1].

## International

### Jeux Olympiques
Nouvelle médaille d'or pour les soviétiques, suivis par la Tchécoslovaquie. Les Canadiens arrivent en 3e position, battus par la Finlande dès le 2e match. Organisés à Grenoble, c'est toute la France qui découvre un sport et le succès populaire du tournoi entraine la création de nombreuses patinoires dans le pays.

## Autres Évènements

### Décès
- 15 janvier : Bill Masterton, joueur des North Stars du Minnesota, décède deux jours après avoir subi des blessures lors d'une partie. Il est le premier joueur à succomber des conséquences directes de blessures subies lors d'une rencontre de la LNH[3].
- 18 février : Vernon Ayres
- 1er mai : Jack Adams, joueur et ancien entraîneur des Red Wings de Détroit de la Ligue nationale de hockey ayant donné son nom au trophée Jack-Adams.